# Zacher Gábor
Zacher Gábor (Budapest, 1960. október 8. –) magyar főorvos, oxiológus, illetve honvéd- és katasztrófaorvostan szakorvos, mentőorvos, címzetes egyetemi docens. 2018. augusztus 31-ig a Honvédkórház Sürgősségi Betegellátó Centrumának vezetője. 1994 és 1998 között önkormányzati képviselő-testületi tag (Fidesz) Budaörsön. Leginkább a magyarországi alkoholizmus elleni küzdelemben szerepet játszó közéleti személyiségként ismert. Jelenleg a hatvani Albert Schweitzer Kórház-Rendelőintézet Sürgősségi Betegellátó Osztályán dolgozik.

## Életrajza
A Veres Pálné Gimnáziumba járt. Elsőre nem vették fel az orvosi egyetemre, ezért előbb állatgondozónak ment. Utána műtősfiú lett az egyik koraszülött-osztályon, ő tisztította az inkubátorokat. Az egyetem és a kórház mellett pedig folyamatosan mentőzött, 18 évig mentőtisztként, majd mentőorvosként vonult a betegekhez, mert mindig is érdekelte a sürgősségi ellátás, ahol azonnali döntéseket kellett hozni. A Semmelweis Egyetem Általános Orvostudományi Karán 1986-ban végzett.
1998-ban került a Honvédkórház baleseti sebészetéről a Korányi Intézetbe, ahonnan megszervezte az országos toxikológiai ellátást és 2013-ig a Péterfy Sándor Utcai Kórház-Rendelőintézet és Baleseti Központ klinikai toxikológiai osztályának főorvosa volt. Működése alatt ez a kórházi részleg nemzetközi elismertségre tett szert. Valószínűleg ezért hivatkoznák rá előszeretettel a médiában toxikológusként (ami egy szakgyógyszerészi ráépített szakképesítés Magyarországon, vagyis hivatalosan kizárólag e szakképesítéssel rendelkező szakgyógyszerész végzettségűekre lehetne használni ezt a megnevezést). Évente körülbelül kilencezer embert kezelnek különféle mérgezések és függőségek miatt, legtöbbször öngyilkosokat, alkoholmérgezett és drogtúladagolásban szenvedő pácienseket láttak el.
2014-től a Honvédkórház Sürgősségi Betegellátó Centrumának vezetője.
Klinikai toxikológiát oktat a Semmelweis Egyetemen, a Szegedi Tudományegyetemen és a Pécsi Tudományegyetem Egészségügyi Centrumában. 2002 óta orvosi toxikológus igazságügyi szakértőként tevékenykedik. Narkológia című tantárgyat oktat a Nemzeti Közszolgálati Egyetemen. Gyakori és mára közkedvelt médiaszereplő, az egyik legismertebb orvos az országban. Megjelenése, fellépése, hanghordozása határozott, mindig egyenesen és nyíltan fogalmaz, a divatos szófordulatokkal élve.
2018. augusztus 31-én felmondott a Honvédkórházban, ezzel megszűnt az ottani munkaviszonya. A sürgősségi részleg vezetőjeként felmondását ezzel indokolta:
„A részlegen a szükséges 50 orvos helyett pusztán 25 dolgozott, az intenzív részlegen a szükséges 40 betegágy helyett pusztán 14-et biztosítottak.” „Nem tudok elszámolni a lelkiismeretemmel, hogy ilyen állományprobléma, ilyen felszerelésügyi gondok mellett a betegellátást folytassam.”
Zacher Gábor keményen bírálta a kormány drogpolitikáját abból a szempontból, hogy lényegében csak a marginális használati körrel és elszigetelt szubkultúrákban dívó illegális drogokkal szemben lép fel, míg a sokszorosan több ember halálát okozó legális drogokkal, az dohánnyal és az alkohollal szemben nem. 2019-ben egy interjúban arról beszélt, hogy az illegális drogok használata következtében évente 35-36 fő veszíti életét Magyarországon, amihez képest közel 600-szor annyi, évente mintegy 20 ezer embernek a dohányzás következtében kialakult betegségek okozza a halálát, és csaknem 100-szor annyi, mintegy 30 ezer ember halálát okozzák az alkoholfogyasztás okozta megbetegedések egyetlen év alatt. Kifejtette, hogy a magyarországi népességfogyás szoros összefüggésben áll az alkoholfogyasztással és a dohányzással. Ismertette, hogy Magyarországon közel ugyanannyian halnak meg évente az alkoholfogyasztás és a dohányzás következtében, mint amekkora a népességfogyás éves mértéke; vagyis ha Magyarországon szesztilalmat vezetnének be és a dohánytermékeket betiltanák, a magyarok pedig ennek következtében nem fogyasztanának többé alkoholt és nem dohányoznának, akkor olyan szinten bezuhanna a halálozások száma, hogy megállna a népességfogyás.
Zacher Gábor rendkívül kritikus a pálinkafőzés liberalizációjával és az alkoholizálás állami szintű propagálásával kapcsolatban. Így fogalmazott: „Nagyon várom már, hogy mikor lesz a magyar alkoholista is hungarikum, hiszen a magyar pálinka hungarikum, emelték is az egy főre főzhető pálinkamennyiséget, miközben több mint nyolcszázezer alkoholbeteg van Magyarországon.” Szintén súlyos kritikával illette, hogy az iskolai kémiai könyvekbe bekerült a pálinkafőzés, mellyel kapcsolatban a következőt mondta: „ennyi erővel akár a [nem legális] kábítószerek előállítását is megtaníthatnák a diákoknak, hiszen az is bemutatja a kémiai folyamatokat.”

## Magánélete
Polgári családból származik. Korábban a Fideszben politizált. (Az első Orbán-kormányban államtitkári pozíció betöltésére is felkérték, de diplomatikusan elutasította és a gyógyításnál maradva – az egészségügyi szakpolitikai ügyeket kivéve – eltávolodott a közélettől.) Ha történik valamilyen nagy horderejű mérgezés, vagy új kábítószerféleséget dobnak piacra, biztosan megszólaltatják. Gyakran nevelő céllal is nyilatkozik, amivel fontos információkat képes átadni az embereknek, főleg a fiataloknak. Szenvedélyes pipázó és pipagyűjtő. Saját függőségeiként a dohányzás mellett a mogyorós csokoládét emlegeti, amit mindig tart a munkahelyén a fiókjában is.
Szeret futni, kerékpározni, munkamániás, naponta csak 4-5 órát alszik, de minden szenvedélynél fontosabb volt számára a családja. Törökbálinton élt, volt felesége Gyöngyvér építőmérnök (hídépítő), fiuk neve Bendegúz. Neves orvosdinasztiából származik, testvérével együtt ötödik generációs orvosok. Az ünnepeiken mindig Sacher-torta a desszert, ami nem véletlen, hiszen dédapjának unokatestvére Franz Sacher, Metternich herceg híres udvari cukrásza volt.

## Szakmai tagságai
- Mentésügyi, Sürgősségi, Katasztrófaorvostani Szakmai Kollégium (tag)
- Sürgősségi Orvostani Társaság (vezetőségi tag)
- Magyar Toxikológus Társaság (tag)
- Lege Artis Medicinae gyógyszerészeti szakfolyóirat (szakmai szerkesztőbizottsági tag)
- Studium & Practicum gyógyszerészeti szakfolyóirat (szakmai szerkesztőbizottsági tag)

## Díjai, elismerései
- 2001-ben az Ifjúsági és Sportminiszter munkája elismeréseként Dicsérő Oklevelet adományozott számára.
- 2006-ban a Szegedi Tudományegyetem, 2010-ben a Rendőrtiszti Főiskola címzetes egyetemi docensi címet adományozott részére.
- 2006-ban a Fővárosi Önkormányzat Budapestért díjat adományozott eddigi munkája elismeréséért.
- 2010-ben Magyar Mentésügyért Emlékérmet kapott eddigi munkájáért.
- 2016-ban Belváros Lipótváros Díszpolgári Cím és Érdemkereszt kitüntetés[14]
- 2017-ben Magyar Fiatalokért díjat kapott munkájáért.[15]

## Oktatói munkája
- Semmelweis Egyetem Budapest -klinikai toxikológia tantárgy
- Szegedi Tudományegyetem-klinikai toxikológia tantárgy
- Pécsi Tudományegyetem Egészségügyi Centrum-klinikai toxikológia tantárgy
- Nemzeti Közszolgálati Egyetem-narkológia tantárgy Szegedi Tudományegyetemen Pécsi Tudományegyetem Egészségügyi Centrum

## Művei
- Kérdezze meg orvosát, gyógyszerészét...; Egis Patika Klub, Bp., 2007 (Gyógyszerészi továbbképző füzetek)
- Zacher Gábor–Karizs Tamás: A Zacher. Mindennapi mérgeink; Studium Plusz, Bp., 2011
- Zacher Gábor–Karizs Tamás: A Zacher 1.0. Mindennapi mérgeink; 2. átdolg. kiad.; Studium Plusz, Bp., 2018
- A Zacher 2.0. Mindennapi függőségeink; Studium Plusz, Bp., 2018

## Videófelvételek
- Dr. Zacher Gábor Előadása – Youtube.com, Közzététel: 2014. okt. 20.
- Dr. Zacher Gábor – Pszichoaktív szerek használata – Youtube.com, Közzététel: 2015. máj. 29.
- Zacher Gábor: sokan halnak meg az alkohol miatt Magyarországon – tv2.hu/fem3cafe – Youtube.com, Közzététel: 2017. jan. 2.
- Alinda – Dr. Zacher Gábor – Youtube.com, Közzététel: 2017. szept. 6.
- Zacher Gábor a hatékony betegellátásról – Youtube.com, Közzététel: 2018. jan. 31.
- Mi történik egy elvonókúrán? – Zacher Gábor – Youtube.com, Közzététel: 2019. febr. 21.
- Zacher Gábor (toxikológus): Digitális detoxikáció – Youtube.com, Közzététel: 2019. ápr. 4.
- Dr. Zacher Gábor toxikológus a drogokról érthetően (1. rész) gina, LSD, fű, varázsgomba – Youtube.com, Közzététel: ?
- Dr. Zacher Gábor toxikológus a drogokról érthetően (2. rész) – Youtube.com, Közzététel: ?
- A drog vagy az alkohol a nagyobb veszély az éjszakában? – 2015.03.10. – tv2.hu/fem3cafe – Youtube.com, Közzététel: ?
- DTK: Elviszlek magammal – Zacher Gábor – Youtube.com, Közzététel: 2016. szept. 21.
- RIASZTÁS – Dr. Zacher rendel. – Youtube.com, Közzététel: 2017. máj. 15.